# Tyrosinehydroxylase
Tyrosinehydroxylase (afgekort als TH) is een enzym dat verantwoordelijk is voor het katalyseren van de omzetting van het aminozuur tyrosine in L-3,4-dihydroxyfenylalanine (L-DOPA). Bij deze omzetting wordt dizuurstof (O2), ijzer (Fe2+) en tetrahydrobiopterine als co-factor gebruikt. L-DOPA is een precursor van dopamine, dat op zijn beurt een precursor is van de belangrijke neurotransmitters noradrenaline en adrenaline. Bij de mens wordt tyrosinehydroxylase gecodeerd door het zogenaamde TH-gen. Het enzym is aanwezig in het centrale zenuwstelsel, in perifere sympathische neuronen en het bijniermerg.

## Reactie
Tyrosinehydroxylase wordt geclassificeerd als een oxygenase omdat het moleculair zuurstof gebruikt om zijn substraat te hydroxyleren. Hierin wordt één zuurstofatoom gebruikt voor hydroxylering van het substraat, en het andere zuurstofatoom wordt aan de co-factor gebonden. Het product van de enzymatische reactie, L-DOPA, kan worden omgezet in dopamine door het enzym DOPA-decarboxylase. Omdat L-DOPA de precursor (voorloper) is van de neurotransmitters dopamine, noradrenaline en adrenaline, wordt tyrosinehydroxylase aangetroffen in het cytoplasma van alle cellen die deze catecholaminen bevatten. De omzetting van tyrosine in L-DOPA blijkt de snelheidsbepalende stap te zijn bij de productie van catecholaminen.
Tyrosinehydroxylase is hoogspecifiek. Het enzym bindt niet aan indoolderivaten, wat ongebruikelijk is omdat veel andere enzymen die betrokken zijn bij de productie van catecholamines dat wel doen. Ook tryptofaan is een slecht substraat voor tyrosinehydroxylase. Het enzym kan wel fenylalanine hydroxyleren en vormt daarbij tyrosine en kleine hoeveelheden 3-hydroxyfenylalanine. Uiteraard kan het ontstane tyrosine omgezet worden in L-DOPA. Tyrosinehydroxylase kan ook betrokken zijn bij andere reacties, zoals het oxideren van L-DOPA om 5-S-cysteinyl-DOPA of andere L-DOPA-derivaten te vormen.

## Structuur
Tyrosinehydroxylase is een tetrameer van vier identieke subunits (homotetrameer). Elke subunit bestaat uit drie eiwitdomeinen. Aan de C-terminus van de peptideketen bevindt zich een kort alfa-helixdomein dat tetramerisatie mogelijk maakt. De centrale 300 aminozuren vormen een katalytische kern, waarin zich alle aminozuurresiduen bevinden die nodig zijn voor de katalyse. In deze katalytische kern bevindt zich ook een niet-covalent gebonden ijzeratoom. Het ijzer wordt op zijn plaats gehouden door twee histidineresiduen en één glutamaatresidu. De N-terminus bevat ongeveer 150 aminozuren en deze vormen een regulerend domein, waarvan wordt aangenomen dat het de toegang tot het actieve centrum controleert. Bij de mens zijn er vermoedelijk vier verschillende versies van het regulerend domein, en dus vier versies van het enzym, gevormd door alternatieve splicing, hoewel nog geen enkele van hun structuren nauwkeurig zijn vastgesteld.

## Regulatie
De activiteit van tyrosinehydroxylase kan op korte termijn worden verhoogd door fosforylering. Het regulerende domein van tyrosine hydroxylase bevat meerdere serine (Ser)-residuen, waaronder Ser8, Ser19, Ser31 en Ser40, die gefosforyleerd kunnen worden door verschillende proteïnekinasen.
Tyrosinehydroxylase kan ook worden gereguleerd door inhibitie. Fosforylering van Ser40 zorgt voor een verminderde feedback van de catecholaminen dopamine, adrenaline en noradrenaline. De catecholaminen vangen het actieve ijzer in de Fe(III)-toestand op en remmen dan het enzym.